# Microcebus ganzhorni
El lémur ratón de Ganzhorn (Microcebus ganzhorni) es una especie de lémur descrita en 2016. El descubrimiento fue realizado por investigadores en el Centro de Primates de Alemania. Fue descubierto en Madagascar entre especies estrechamente relacionadas, como el Microcebus berthae, ya descrito en 2013. Debido a su gran parecido, inicialmente era imposible identificarlos como especies distintas. Solo después de los análisis genéticos (secuenciación del ADNmt) se estableció la especie. El estudio genético se realizó en colaboración con científicos de la Universidad de Kentucky, el Duke Lemur Center y la Universidad de Antananarivo en Madagascar.
La especie lleva el nombre del profesor Jörg Ganzhorn de Universidad de Hamburgo, quien había sido pionero en la investigación y conservación de los lémures en Madagascar.